# Сюрюктях (приток Сыалаха)
Сюрюктя́х (также Сююрюктээх) — река в России. Протекает по территории Усть-Янского улуса Якутии. Длина — 235 км (от истока реки Хонордох — 240 км), площадь водосборного бассейна составляет 2870 км².
Вытекает из озера Мохорой на высоте 7 метров над уровнем моря (в ГВР ошибочно указано, что вытекает из озера Болчойор). Течёт в западном направлении с небольшой скоростью (0,1-0,4 м/с) по тундровой местности. На всём своём протяжении сильно меандрирует. В бассейне множество озёр, через некоторые протекает (наиболее крупные — Били-Кюель и Ха-Кюеле). Впадает в Сыалах в 1712 км от его устья по правому берегу у горы Зимовье, на высоте менее 0,6 м над уровнем моря. Ширина в нижнем течении — около 60 м при глубине 1,5 м.
Населённых пунктов на реке нет.
Нижнее течение реки относится к рамсарскому водно-болотному угодью «Дельта реки Яна», служит местом гнездовья стерха, чёрной казарки, сибирской и очковой гаг, малого лебедя.

## Основные притоки[4]
| Название  | Расстояние от устья | Длина | Положение |
| --------- | ------------------- | ----- | --------- |
| Дигалай   | 32                  | 54    | правый    |
| Хонордох  | 51                  | 189   | левый     |
| Хара-Улах | 201                 | 40    | правый    |

## Данные водного реестра
По данным государственного водного реестра России относится к Ленскому бассейновому округу, речной бассейн — Яна, водохозяйственный участок — реки бассейна моря Лаптевых от границы бассейна реки Яна на западе до границы бассейна Восточно-Сибирского моря (мыс Святой Нос) на востоке.